# Lidová monarchistická strana
Lidová monarchistická strana (Partido Popular Monárquico), je politická strana v Portugalsku. Byla založena v roce 1974 v souvislosti s karafiátovou revolucí skupinami, které stály v opozici proti Estado Novo. Je nevelkou monarchistickou stranou s malou politickou podporou. Je známo, že nárokovatel na portugalský trůn, Dom Duarte Pio, stranu nepodporuje. Strana podporuje Dom Pedra de Mendoçu, VI. vévodu z Loulé.
Strana nebyla sama zvolena od rozpuštění Demokratické aliance, jejíž byla součástí, a zřídka dosáhla 0,5% hlasů. Nicméně, za vedení Gonçala Ribeiry Tellese (který se nedávno ze strany stáhl), byla strana průkopníkem v zavedení ekologických záležitostí do portugalské politiky.

## Významní členové strany
- Henrique Barrilaro Ruas
- Francisco Rolão Preto